# Ian Rankin
Ian Rankin (* 28. dubna 1960, Cardenden) je skotský spisovatel detektivních románů, proslavil se zejména sérií knih o edinburském inspektorovi Rebusovi.
Vystudoval literaturu na University of Edinburgh. Chtěl napsat dizertaci o Murielu Sparkovi, ale nedokončil ji. Žil poté v Londýně a na francouzském venkově, ale nakonec se vrátil do Edinburghu, kde žije dodnes, ve "spisovatelské čtvrti" nedaleko J. K. Rowlingové, Alexander McCall Smitha a Kate Atkinsonové. Inspektor John Rebus se prvně objevil v románu Knots and Crosses roku 1987, byť ještě nešlo o klasickou detektivku, stejně jako v druhém románu Hide and Seek z roku 1991. Ale časem vznikla typická detektivní série, k roku 2015 čítající dvacet "rebusovských" knih. Roku 2009 v románu The Complaints uvedl na scénu nového detektiva Malcoma Foxe. Od roku 2012 nechává Rebuse a Foxe vyšetřovat společně. V roce 2013 napsal spolu s Markem Thomsonem, uměleckým ředitelem Royal Lyceum Theatre, svou první divadelní hru Dark Road. Napsal i komiks Dark Entries.